# Hartungsche Zeitung
De Hartungsche Zeitung was een Duitse krant uit de stad Koningsbergen (Duits: Königsberg) die voor het eerst verscheen in 1640. De krant werd driemaal per dag uitgegeven en is een van de oudste Duitse printmedia uit de geschiedenis.
In 1640 richtte boekdrukker J. Reußner de Hof- und Akademische Buckdruckerei op en verwierf in 1660 het privilege om alleen een krant te drukken. Van 1709 tot 1740 heette de krant Königlicht preußische Fama en daarna Königsbergsche Zeitung. Toen de krant in 1752 bezit werd van drukkerij Hartung werd de titel van de krant Königlich privilegierte preußische Staats-, Kriegs- und Friedenszeitung. Vanaf 1850 werd de naam Hartungsche Zeitung gebruikt. In 1807 werkte Johann Gottlieb Fichte  voor de krant, hij deed de censuur, maar werd op verzoek van Pruisische generaal Ernst von Rüchel ontslaan. In 1872 verkocht de achterkleinzoon van de oprichter zijn aandelen, waarna de uitgeverij een AG werd. In 1876 nam de uitgeverij haar intrek in het voormalige raadhuis van Löbenicht. In 1897 begon zij ook met het boulevardblad, het Königsberger Tageblatt. Wegens plaatsgebrek werd een nieuw kantoor gebouwd op de Münchenhofplatz waar in 1932 de volledige technische dienst ondergebracht werd.
In 1930 werd een nieuwe machine in gebruik genomen die 64 pagina’s tegelijk afdrukte. Daarnaast kwam er een chemiegrafische afdeling.
Het blad had een hoog aanzien, totdat het met enkele negatieve opmerkingen over het nieuwe NSDAP-regime zorgde voor zijn eigen ondergang. De laatste editie verscheen op 31 december 1933.